# Турнир MLS is Back
Турнир MLS is Back 2020 — закрытый футбольный турнир, проходивший во время паузы в MLS 2020 из-за пандемии COVID-19 с 9 июля по 11 августа 2020 года в Walt Disney World в окрестностях Орландо.

## История
12 марта 2020 года 25 сезон MLS был приостановлен из-за пандемии COVID-19. 10 июня было решено возобновить игры в виде мини-турнира. Изначально, 26 команд, участвующих в сезоне, разделили на шесть групп, по три на каждую конференцию. После исключения Далласа и Нэшвилла, по причине того, что часть их игроков заболела COVID-19, оставшиеся 24 команды разделили на шесть групп по четыре. Команды, занявшие два первых места в каждой группе и четыре лучших из расположившихся на третьей позиции, вышли в плей-офф. Турнир выиграл Портленд Тимберс, одолев в финале Орландо Сити 2:1. Сезон MLS 2020 возобновился 22 августа 2020 года.